# Theódoros Fortsákis
Theódoros Fortsákis (en grec Θεόδωρος Φορτσάκης) est un homme politique grec.

## Biographie
Aux élections législatives grecques de janvier 2015, il est élu député au Parlement grec sur la liste nationale de la Nouvelle Démocratie.